# Gliwice
Gliwice (en silesià Glywicy, en alemany Gleiwitz) és una ciutat del voivodat de Silèsia, al sud de Polònia, a uns 30 km de Katowice.
Té una població de 186.347 habitants segons el cens del 2013. Gliwice és el municipi més occidental de la Mancomunitat Metropolitana de l'Alta Silèsia, on hi resideixen al voltant de 2 milions de persones.